# Смит Милс (Масачусетс)
Смит Милс (енгл. Smith Mills) насељено је место без административног статуса у америчкој савезној држави Масачусетс.

## Демографија
По попису из 2010. године број становника је 4.760, што је 328 (7,4%) становника више него 2000. године.
| Група             | 2000.         | 2010.         |
| Белци             | 4.201 (94,8%) | 4.325 (90,9%) |
| Афроамериканци    | 12 (0,3%)     | 61 (1,3%)     |
| Азијати           | 47 (1,1%)     | 121 (2,5%)    |
| Хиспаноамериканци | 59 (1,3%)     | 102 (2,1%)    |
| Укупно            | 4.432         | 4.760         |